# 写楽ホーム凸凹探偵団
『写楽ホーム凸凹探偵団』（しゃらくほーむでこぼこたんていだん）は、那須正幹による日本の児童文学のシリーズ。講談社の青い鳥文庫より、2001年から刊行されている。
2018年にテレビ朝日系でテレビドラマ化された。

## 書誌情報
- 那須正幹（著）、関修一（イラスト）、講談社〈青い鳥文庫〉
  1. 『消えた赤ちゃん救出大作戦！』、2001年7月27日発売[1]、ISBN 978-4-06-148563-1
  2. 『紫屋敷の呪い』、2002年1月15日発売[2]、ISBN 978-4-06-148574-7
  3. 『猫の鼻十三墓の秘密』、2002年7月15日発売[3]、ISBN 978-4-06-148595-2
  4. 『怪盗るぱんの亡霊』、2003年1月15日発売[4]、ISBN 978-4-06-148605-8
  5. 『ミステリークラブ殺人事件』、2003年7月18日発売[5]、ISBN 978-4-06-148622-5
  6. 『交霊会殺人事件』、2004年1月15日発売[6]、ISBN 978-4-06-148636-2
  7. 『マルギットの首飾り』、2004年8月12日発売[7]、ISBN 978-4-06-148659-1

## 作品内容
中国地方の平島県を舞台に老人ホーム写楽ホーム住む元県警刑事（警部）の若月軍平と元強盗犯関谷乙松の老人2名が小学6年生猪木正太、高見千佳、立川勇の3人と共に様々な事件を解決していく児童推理小説。

## テレビドラマ
2018年3月18日にテレビ朝日系「日曜ワイド」で放送された。主演は草刈正雄。
ドラマ版では原作と反対に、大人が主役となっている。

### キャスト
- 若月軍平（高級老人ホーム「写楽ホーム」に暮らす元刑事） - 草刈正雄
- 佐久間美智子（立川産婦人科医院 201号室の入院患者） - 黒谷友香
- 扇摩弥（美智子の友人） - 大路恵美
- 立川勇（小学6年生・真由美の連れ子） - 二宮慶多[9]
- 猪木正太（小学6年生） - 本村颯虎[10]
- 高見千佳（小学6年生） - 根岸姫奈
- 立川浩史（立川産婦人科医院 院長） - 湯江タケユキ
- 立川真由美（立川の妻） - 遠山景織子[11]
- 安井幸三（警部・軍平の後輩） - 諏訪太朗
- 黒坂哲也（刑事） - 安居剣一郎
- 横沢龍司（横沢クリーニング 店主） - 加治将樹
- 右田絹江（立川産婦人科医院 看護師） - 阿南敦子
- 森野産婦人科医院 看護師 - 西慶子
- 倉持春香（立川産婦人科医院 203号室の入院患者） - 真凛
- 葛城夏美（立川産婦人科医院 202号室の入院患者） - 楊原京子
- 丸山愛（立川産婦人科医院 看護師） - 押田瑞穂
- 大道の妻 - 内田尋子
- 大道久満（養護施設「愛の扉」設立者・占い師） - 左近[12]
- 高級老人ホーム「写楽ホーム」職員 - 渡辺慎一郎、松元那実
- 渡邊由美（立川産婦人科医院 205号室の入院患者） - 佐々木孝恵
- 若葉産婦人科医院 看護師 - 井上あかね
- 赤ちゃん - 深津葵音
- 関屋乙松（高級老人ホーム「写楽ホーム」に暮らす元大泥棒） - 笹野高史

### スタッフ
- 原作 - 「消えた赤ちゃん救出大作戦！写楽ホーム凸凹探偵団（1）」作・那須正幹（講談社青い鳥文庫）
- 脚本 - 蛭田直美
- 監督 - 村松弘之
- 空手指導 - 守谷梨沙
- 医療指導 - 刈谷育子
- スタントコーディネート - ケン・スタントクリエーション（釼持誠、上野山浩）
- 技術協力 - アップサイド
- ゼネラルプロデューサー - 関拓也（テレビ朝日）
- プロデューサー - 竹園元（テレビ朝日）、熊谷理恵（大映テレビ）
- 制作 - テレビ朝日、大映テレビ